# Tommy Hansson (fotbollsspelare)
Alf Gunnar Tommy Hansson, född 9 januari 1956 i Möllevången, är en svensk före detta fotbollsspelare som sedan blev tränare. Hansson är känd för att ha gjort 1–0-målet i Europacupens semifinal mot Austria Wien 1979, vilket tog Malmö FF till Europacupfinalen.
Hansson började spela fotboll i BK Kick, men gick som 14-åring till Malmö FF. Han tog sitt enda SM-guld 1977 och fick samma år göra debut i det svenska A-landslaget. Det var en bortalandskamp mot Island som Sverige vann med 1–0. Han spelade totalt 190 matcher och gjorde 52 mål för MFF, varav 84 matcher och 25 mål var i Allsvenskan.
Tommy Hansson mottog, liksom sina lagkamrater,  1979 en kopia av Svenska Dagbladets guldmedalj för att ha nått finalen i Europacupen för mästarlag.
Han spelade därefter för IFK Malmö, Lunds BK, Trelleborgs FF, Rydsgårds AIF, Oxie IF och Blentarps BK. Efter sin spelarkarriär har han varit tränare för Rydsgård AIF, Oxie IF, Blentarps BK, Husie IF, SF VUK Karadzic, IFK Malmö, IFK Klagshamn, Vellinge IF och Höllvikens GIF.
Till vardags jobbade Tommy som brandman i Malmö. Från 1980 till pensionen 2018.

## Meriter
Malmö FF
- Allsvenskan: 1977

Landslag
- 1 A, 4 U, 15 J-landskamper